# Municipio de Pleasant Ridge (Iowa)
El municipio de Pleasant Ridge (en inglés: Pleasant Ridge Township) es un municipio ubicado en el condado de Lee en el estado estadounidense de Iowa. En el año 2010 tenía una población de 363 habitantes y una densidad poblacional de 3,97 personas por km².

## Geografía
El municipio de Pleasant Ridge se encuentra ubicado en las coordenadas 40°47′2″N 91°26′15″O / 40.78389, -91.43750. Según la Oficina del Censo de los Estados Unidos, el municipio tiene una superficie total de 91.51 km², de la cual 91,18 km² corresponden a tierra firme y (0,35 %) 0,32 km² es agua.

## Demografía
Según el censo de 2010, había 363 personas residiendo en el municipio de Pleasant Ridge. La densidad de población era de 3,97 hab./km². De los 363 habitantes, el municipio de Pleasant Ridge estaba compuesto por el 98,62 % blancos, el 1,1 % eran afroamericanos y el 0,28 % eran de una mezcla de razas. Del total de la población el 0,83 % eran hispanos o latinos de cualquier raza.